# سالبادور سوليبا
سالڤادور سوليڤا روسكاليدا (تورديرا، 7 أبريل 1854 – برشلونة، ديسمبر 1901) كان عسكريًا ومُتآمرًا كارليًا إسبانيًا.

## السيرة الذاتية
وُلد سالڤادور سوليڤا روسكاليدا في تورديرا (برشلونة). هو ابن سالڤادور سوليڤا رودا ولويزا روسكاليدا.

### الحرب الكارلية الثالثة
في مايو 1872، قاد مع والده في مسقط رأسه فرقة كارلية مكوّنة من 70 رجلًا، ودخل بها سان سلوني في 13 مايو. ثم مرّ بأنغليس، وفي 12 يوليو وصل إلى سان فيليو دي بايارولس.
ليل 27 يناير 1874، وبتكليف من سڤاياس، هاجم القائد سوليڤا مع شركتين من الكتيبة الأولى من خيرونا و50 فارسًا، قوة مكونة من 40 متطوعًا جمهوريًا في سانتا كريستينا دي أرو (خيرونا)، الذين احتموا بالكنيسة. فرّ الأعداء من نافذة، لكنهم تركوا أسلحتهم، فجمعت قوات سوليڤا 41 بندقية وذخائر وعددًا من القنابل اليدوية. استراح سوليڤا في 28 يناير في توسا، وفي 29 يناير في يوريت دي مار. لاحقًا، علم بانطلاق قوة ليبرالية من بلانس، فخرج الكارليون لمواجهتها، واضطرت القوات الجمهورية للانسحاب إلى المدينة.
في 21 مارس، دخل مع الجنرال سڤالس إلى سانتا كولومبا دي فارنيس، واستولى على مدفعيْن وأسلحة المتطوعين الليبراليين. ثم دخل لاغوستيرا، التي كانت خالية من القوات بسبب اقتراب الكارليين.
بعد نهاية الحرب الكارلية، عمل سوليڤا موظفًا في بنك برشلونة. في عام 1896، كان عضوًا في مجلس دائرة التقليديين في برشلونة. وفي العام التالي، وبعد أن انفصل عنها، ترأس دائرة بيلايو، وهي جمعية كارلية وصفها خوسيه دي إسبانيا بأنها تضم "كارليين عنيفي الطبع، ولسوء الحظ بلا تعليم"، وكانت على خلاف مع دائرة برشلونة التقليدية التي ترأسها دوق دي سولفِرينو.

### الانتفاضة عام 1900
المقال الرئيسي: التمرد الكارلي في أكتوبر 1900
قام خوسيه ب. مور في مارس 1899، أثناء التحضيرات لتمرد كارلي جديد بعد خسارة كوبا والفلبين، بتعيين العقيد سالفادور سوليبا رئيسًا مؤقتًا للواء برشلونة. في اجتماع عُقد في بيربينيان، اتفق الطرفان على القيام بالانتفاضة في 4 يونيو 1900، معتبرين أن إفشال القرض الذي اقترحه وزير المالية رايموندو فرنانديز بيّاردي سيكون مفيدًا للقضية الكارلية.
وبما أن الأمر بالتمرد لم يصل من القيادة العليا، قرر سوليبا وقادة كارليون آخرون، بعد أن رأوا أن اللحظة الأنسب للتمرد بعد الكارثة الاستعمارية تضيع، تنفيذ الانتفاضة بدون أمر من دون كارلوس، معتقدين أن زوجته دونا بيرتا تحتجزه. في مايو 1900، زار مجموعة من الكارليين بقيادة خواكين دي بولوس المُطالب بالعرش في البندقية حاملين رسالة من سوليبا. أخبرهم سكرتير دون كارلوس، فرانسيسكو مارتين ميلغار، في تلك اللحظة أن دون كارلوس لن يعطي أبدًا أمرًا بالتمرد. أكد خوسيه مونتاداس لاحقًا أنه إذا لم يعط الملك الأمر طوال أغسطس، فسيتم التحرك "بدون أمر وفوق إرادة الملك". تقرر أن تحدث الانتفاضة بين 5 و15 سبتمبر، فاستمر سوليبا في تنسيقه مع القادة المشاركين.
التقى سوليبا في مدريد مع فاسكيز دي مييا والعميد غوميز سولانا. رغم أن الأخير أخبره أنه لم يحصل على دعم في سان سيباستيان، استمر سوليبا في التآمر. ثم ذهب إلى سرقسطة للقاء الجنرال كابيرو، ثم إلى فالنسيا للقاء المقاتلين القدامى سانتياغو خوركانو (مدير جريدة "إل ريخيونال")، لورينثو ترافير وآخرين.
رغم معارضة الجنرال مور، كانت نشاطات سوليبا الداعمة للتمرد كبيرة. كتب لمور يطلب لقاءً في بيربينيان في 28 أكتوبر، كان سيحضره أيضًا راموس إيثكيردو، خوركانو وترافير من فالنسيا، وفرانكو من سرقسطة، وكانوا قد وصلوا برشلونة. لكن مور كان قد أصدر مذكرة في 13 أكتوبر يُعلن فيها أن من يتمرد بدون أمره سيُعزل من منصبه ورتبته.
في 24 أكتوبر 1900، استدعى مور العميد مانويل بويغفيرت والمراقب خوان بويغفيرت لإقناع سوليبا بالعدول عن التمرد، لكن سوليبا كان قد أعطى بالفعل الأمر بالتحرك في 28 أكتوبر. في نافارا، كان سوليبا قد اتفق مع القائد السابق لإحدى الميليشيات، غريغوريو أوكار "بارتوليو"، لكنه لم يتلق دعمًا.
بعد فشل الانتفاضة، حُكم على سوليبا من قبل السلطات ثم حصل على عفو لاحقًا. من شاركوا في التمرد اعتبرهم دون كارلوس خونة. في 1901، ذهب خوان ماريا روما إلى البندقية للدفاع أمام المُطالب بالعرش عن ولاء سوليبا للقضية الكارلية، وتوفي سوليبا بعد ذلك بوقت قصير. أكدوا أنهم تحركوا فقط بدافع الولاء للملك المنفي. ويُقال أن دون كارلوس، بحسب ميلخور فيرير، غيّر لاحقًا رأيه وغفر لمن شاركوا. وفقًا للوثيقة التي قدمها سوليبا بنفسه لدون كارلوس، كان مور على اتصال بوسيط في البورصة بهدف تحقيق مكاسب مالية من التمرد، وربما تسبب عمدًا في فشله.
في 1904، قام الأب كورباتو وخوان بردينا، بعد طردهما من الحركة الكارلية، بنشر هذه المذكرة بتعليقات كثيرة. يُعتقد أن سوليبا، بعد أن خاب أمله في مور ودون كارلوس، قرر نشرها قبيل وفاته.

## أعماله
- الكارليون، البورصيون و"الوطن" (1901)

- مذكرة ما بعد الوفاة للجنرال دون سالفادور سوليبا (1904)